# Nesa von Aarberg
Nesa von Aarberg (voor 1398 - Bazel, voor 1438) was een Zwitserse non.

## Biografie
Nesa von Aarberg stamde af van een familie van graven uit Neuchâtel. Ze was een zus van Rudolf von Aarberg. Haar naam wordt vermeld in een proces-verbaal van de Inquisitie als maîtresse van de tertiarissen van Sint Franciscus uit Bazel. In 1398 deed ze afstand van haar eigendom in Gundeldingen. Ze schonk haar vermogen aan twee kloosters in Basel, namelijk dat van Sint Clara in 1424 en dat van de franciscanen in 1427. Haar neef Rudolf Hofmeister, Schultheiß van Bern, stichtte voor haar een jubileummis in 1438.